# Chartreuse Notre-Dame de Corée
La chartreuse Notre-Dame de Corée (한국 카르투시오 남자 수도원 Hanguk Kartusio Namja Sudowon) est un monastère de l'ordre des chartreux situé en Corée du Sud à Sudowon près de Sangju, à l'ouest de la province de Gyeongsangbuk-do.

## Histoire
Le chapitre général de l'ordre des chartreux réuni en 1999 à la Grande Chartreuse envoie deux chartreux à Séoul chez les capucins afin d'étudier la fondation d'une chartreuse en République de Corée. Cela conduit à l'achat en 2002 d'un terrain de 120 hectares et en 2004 le monastère avec quatre cellules est construit. Deux cellules sont ajoutées en 2006. Entre-temps, un noviciat est ouvert. Deux chartreux de la chartreuse de Marienau (Bade-Wurtemberg) sont envoyés en renfort.